# Пресвето сърце Исусово (Драгомирово)
„Пресвето сърце Исусово“ е християнска църква в село Драгомирово, Северна България, част от Никополската епархия на Римокатолическата църква. Църквата е енорийски храм.

## История на енорията
Енорията в село Делисале е основана непосредствено след Освобождението със заселване на няколко католически семейства от Банат още през 1879 г. През следващите две години се преселват още 141 семейства главно от Стар Бешенов. През 1882 г. седалището на енорията е преименувано на Драгомирово.
След седем десетилетия, преживени във влашкото княжество и после в румънската държава, част от българските католици, жители в две румънски села - Чопля и Попещ около Букурещ, се завръщат в България през 1880 – 1883 г. Те заселват компактно една махала в селото. Така селото се формира от три групи – католици-павликяни от Банат, католици и православни българи от Румъния. В селото е съществувала и малка група протестанти.
Отец Григорий Писъза, поляк, е първият енорийски свещеник от 1881 г. и служи до 1923 г. Той построява първия католически храм в селото. 
След Първата световна война нарастват противоречията между двете католически общности – банатските павликяни и румънските павликяни („букурещяните“). В резултат на което последните формират своя енория и през 1922 г. изграждат нов храм „Св. св. Петър и Павел“.
През 1929 г. в енорията са основани Младежко културно дружество и спортен клуб „Петър Парчевич“.
Отец Игнат Бадов е енорист от 1950 г. до 1980 г. През 50-те години е задължен от новата власт да работи и цивилна професия. Наред със енорийските си задължения, години наред е плел кошове за местната кооперация. След него енорист е отец Дамян Талев.

## Енористи
- отец Григорий Писъза (1881-1923)
- отец Игнат Бадов (1950-1980)
- отец Йосиф Йонков (2004-2015)
- отец Патрик Виал (2015-)

## История на храма
Храмът „Пресвето сърце Исусово“ е построен през 1894 г.
Храмов празник – първи петък след осмината на Тяло Христово.